# جون أوكونور (كاردينال)
جون جوزيف أوكونور (بالإنجليزية: John Joseph O'Connor)‏ (15 يناير 1920 - 3 مايو 2000) كان أسقفًا أمريكيًّا للكنيسة الكاثوليكية. شغل منصب رئيس أساقفة نيويورك من عام 1984 وحتى وفاته في عام 2000، ورُسم كاردينالًا في عام 1985. وعمل سابقًا أسقفًا مساعدًا للكنيسة العسكرية للولايات المتحدة (1983-1979) وأسقف سكرانتون (1983-1984).

## النشأة والتعليم والمهنة العسكرية
وُلد أوكونور في فيلادلفيا، وهو الرابع من بين خمسة أطفال لوالده توماس جيه. أوكونور، وهو رجل أيرلندي، ودوروثي مجدلين (واسمها قبل الزواج غومبيل) أوكونور (1971-1886)، ابنة غوستاف غومبيل، وهو لحّام يهودي كشروت (أي على الطريقة الحلال اليهودية) وحاخام يهودي. في عام 2014، اكتشفت أخته «ماري أوكونور وارد» من خلال بحثها في أنساب العائلة أن والدتهم وُلدت كيهودية وتعمدت ككاثوليكية رومانية في سن الـ19 عامًا. وفي العام التالي لذلك تزوج والدا جون.
التحق أوكونور بالمدارس الحكومية حتى عامه الأول في المدرسة الثانوية، إذ التحق عندها بمدرسة ويست فيلادلفيا الكاثوليكية الثانوية للبنين.
التحق أوكونور بعد ذلك بمدرسة القديس تشارلز بوروميو اللاهوتية، وبعد تخرجه من هناك عُيّن كاهناً لأبرشية فيلادلفيا في 15 ديسمبر 1945، من قِبل «هيو إل. لام»، ثم أسقفًا مساعدًا للأبرشية. ودرّس في البداية في مدرسة ساينت جيمس الثانوية في تشيستر، بنسلفانيا.
انضم أوكونور إلى فيلق القساوسة في سلاح البحرية الأمريكي في عام 1952 أثناء الحرب الكورية، وكان غالبًا ما يدخل إلى مناطق القتال من أجل قول القداس وإقامة الطقوس الأخيرة للجنود. [بحاجة مصدر] وارتقى في مناصبه ليصبح لواءً بحريًا ورئيس قساوسة السلاح البحري. شغل منصب رئيس القساوسة من عام 1975، لمدة أربع سنوات، وتقاعد في عام 1979.
حصل أوكونور على درجة الماجستير في علم الأخلاقيات المتقدم من جامعة فيلانوفا ودكتوراه في العلوم السياسية من جامعة جورج تاون، حيث درس تحت إشراف سفيرة الولايات المتحدة المستقبلية لدى الأمم المتحدة «جين كيركباتريك».

## الأسقف
في 24 أبريل 1979، عيّن «البابا يوحنا بولس الثاني» أوكونور أسقفًا مساعدًا للنيابة الأسقفية العسكرية في الولايات المتحدة، والتي أصبحت تُدعى أسقفية الخدمات العسكرية في عام 1985، وأسقفًا فخريًا لكورسولا في كرواتيا. كُرّس إلى الأسقفية في 27 مايو 1979 في كاتدرائية القديس بطرس في روما من قبل جون بول نفسه، مع الكاردينالات «دوريسامي سيمون لوردوسامي» و«إدواردو مارتينيز سومالو» كمكرسين مساعدين.
في 6 مايو 1983، عين «جون بول الثاني» أوكونور أسقف سكرانتون، وثُبّت في هذا المنصب في 29 يونيو التالي.

## رئيس أساقفة نيويورك
في 26 يناير 1984، بعد وفاة الكاردينال «تيرينس كوك» بثلاثة أشهر، عُيّن أوكونور رئيس أساقفة نيويورك ومديرًا للنيابة الأسقفية العسكرية للولايات المتحدة، وحصل على تنصيبه في 19 مارس. وترقّى إلى كاردينال في المجلس الكنسي الذي عُقد في 25 مايو 1985، وكانت كنيسته الفخرية هي «سانتي جيوفاني إي باولو» في روما، وهي الكنيسة التقليدية التي تُعيَن لرئيس أساقفة نيويورك، وذلك من عام 1946 إلى 2009.
بصفته رئيس الأساقفة، استفاد أوكونور بمهارة من قوة ومكانة مكتبه ليشهد على العقيدة الكاثوليكية التقليدية. عند وفاته، وصفت صحيفة ذا نيويورك تايمز أوكونور بأنه « يملك حضورًا مألوفًا وشامخًا، وهو قائدٌ حُقنَت آراؤه وشخصيته بقوة في المداولات المدنية العظيمة في عصره، وهو رجل اعتبر نفسه مصالحًا، لكنه لم يتردد يومًا في أن يكون مقاتلًا»، وأحد «أقوى رموز الكنيسة الكاثوليكية في القضايا الأخلاقية والسياسية».

### دفاعه المؤيد للحياة
آمن أوكونور بحماية جميع أشكال الحياة البشرية وكان معارضًا قويًا للإجهاض، واستنساخ البشر، وعقوبة الإعدام، والاتجار بالبشر، والحروب الظالمة. بعد أن ذُعر أثناء زيارته معسكر الاعتقال داكاو، شعر أوكونور بالإلهام لتأسيس معهد ديني كاثوليكي روماني مكرس لحرمة الحياة البشرية كلها ولخدمة النساء الحوامل والمحتضرين.  في عام 1991، تحقق حلمه في إنشاء معهد «أخوات الحياة». هاجم ما أسماه «رعب القتل الرحيم»، متسائلًا بشكل مجازي «ما الذي يجعلنا نعتقد أن الانتحار القانوني المسموح به لن يصبح انتحارًا مُلزمًا؟».
في عام 2000، دعا أوكونور إلى «إصلاح كبير» لقوانين روكفلر العقابية المتعلقة بالمخدرات، والتي كان يعتقد أنها تسبب «ظلمًا خطيرًا».

### انتقاداته للعمليات العسكرية الأمريكية
على الرغم من سنواته التي قضاها كقسيس بحري، فقد طرح أوكونور انتقادات شديدة لبعض السياسات العسكرية للولايات المتحدة. في الثمانينيات، أدان دعم الولايات المتحدة لقوات حرب العصابات المعادية للثورة في أمريكا الوسطى، وعارض زرع الولايات المتحدة لألغام بحرية أمام مرافئ نيكاراغوا، وشكّك بإنفاق الأموال على أنظمة أسلحة جديدة، ودعا للحذر مما يتعلق بالعمليات العسكرية الأمريكية في الخارج.
في عام 1998، تساءل أوكونور عما إذا كانت غارات الصواريخ الجوالة الأمريكية على أفغانستان والسودان مبررة أخلاقيًا. في عام 1999، أثناء حرب كوسوفو، استغل عموده الأسبوعي في صحيفة الأبرشية نيويورك الكاثوليكية، للطعن مرارًا في أخلاقية حملة قصف الناتو ليوغوسلافيا، مشيرًا إلى أنها لم تستوفِ معايير الكنيسة الكاثوليكية لحرب عادلة، وذهب إلى حد أن يطرح سؤال «هل يثبت القصف المتواصل ليوغوسلافيا قوة العالم الغربي أم ضعفه؟». قبل ثلاث سنوات من هجمات 11 سبتمبر على مدينة نيويورك، أصر أوكونور على وجوب تطبيق المبادئ التقليدية للحرب العادلة لتقييم الجانب الأخلاقي للردود العسكرية على الحروب غير التقليدية والإرهاب.

### العلاقات مع العمل المنظم
كان والد أوكونور عضوًا في النقابة مدى حياته، وكان أوكونور أيضًا مدافعًا شغوفًا عن العمل المنظم ومناصرًا للفقراء والمشردين.
في بداية ولايته، وضع أوكونور توجيهًا مؤيدًا للعمال في الأبرشية. خلال إضراب في عام 1984، من قبل نقابة الـ1199 (أكبر نقابة للعاملين في مجال الرعاية الصحية في نيويورك)، انتقد أوكونور بشدة رابطة المستشفيات التطوعية، التي كانت الأبرشية عضوًا فيها، لتهديدها بطرد أعضاء النقابة المضربين الذين رفضوا العودة إلى العمل، واصفًا ذلك بـ«خرق للإضراب» وتعهد بعدم قيام أي مستشفى كاثوليكي بذلك. في العام التالي، وعندما لم يتحقق بحلول ذلك الوقت عقد مع نقابة 1199، هدد بالانفصال عن الرابطة والتسوية مع الاتحاد بشكل انفرادي للتوصل إلى اتفاق «يمنح العدالة للعمال».

في عظته أثناء قداس عيد العمال في كنيسة سانت باتريك عام 1986، أعرب أوكونور عن التزامه القوي بالعمل المنظم:
العديد من حرياتنا في هذا البلد، والكثير من بناء هذا المجتمع، يُعزى بالتحديد إلى الحركة النقابية، وهي حركة سأدافع عنها شخصيًا رغم ضعف بعض أعضائها، على الرغم من الفساد الذي نحن جميعًا على دراية به والذي يتخلل المجتمع بأكمله، هي حركة سأدافع عنها شخصيًا بحياتي.
في عام 1987، عندما كانت نقابة العاملين في البث التلفزيوني تقيم إضرابًا ضد شبكة إن بي سي، ظهر طاقم غير نقابي من شبكة إن بي سي في مقر الكاردينال أوكونور لتغطية أحد المؤتمرات الصحفية له. رفض أوكونور استقبالهم، وأمر سكرتيرته بـ«إخبارهم بأنهم غير مدعوين». 
بعد وفاته، نشرت النقابة الدولية للعاملين في الخدمات (نقابة 1199 المحلية)، تكريمًا مؤلفًا من 12 صفحة لأوكونور، واصفين إياه بأنه «قديس العمال»، ومتحدثين عن دعمه للعمال ذوي الأجور المنخفضة وغيرهم، وجهوده في مساعدة سائقي سيارات الليموزين بأن يشكلوا نقابة، ومساعدته في إنهاء الإضراب في صحيفة ديلي نيوز في عام 1990، ودفعه للحصول على مستحقات إضافية للعاملين في مجال الرعاية الصحية المنزلية ذوي الأجور المنخفضة.

## روابط خارجية
- جون أوكونور (كاردينال) على موقع الموسوعة البريطانية (الإنجليزية)
- جون أوكونور (كاردينال) على موقع مونزينجر (الألمانية)
- جون أوكونور (كاردينال) على موقع إن إن دي بي (الإنجليزية)